# Сант'Еустакио (Сијена)
Сант'Еустакио је насеље у Италији у округу Сијена, региону Тоскана.
Према процени из 2011. у насељу је живело 17 становника. Насеље се налази на надморској висини од 483 м.